# Armageddon (Aria)
Armageddon (in russo Армагеддон) è il decimo album in studio del gruppo heavy metal russo Aria, pubblicato nel 2006.

## Tracce
1. Posledny zakat (Последний закат) – 5:01
2. Mecheny zlom (Меченый злом) – 6:08
3. Strazh imperii (Страж империи) – 4:43
4. Novy krestovy pokhod (Новый крестовый поход) – 4:53
5. Messiya (Мессия) – 4:38
6. Krov koroley (Кровь королей) – 9:00
7. Viking (Викинг) – 5:48
8. Chuzhoy (Чужой) – 5:03
9. Svet byloy lyubvi (Свет былой любви) – 4:18
10. Tvoy den (Твой день) – 5:19

## Formazione
- Arthur Berkut - voce
- Vladimir Holstinin - chitarra
- Vitaly Dubinin - basso
- Sergey Popov - chitarra
- Maxim Udalov - batteria